# Біаті Прінслу
Біа́ті Прі́нслу (англ. Behati Prinsloo, англ. вимова: [biˌɑːti ˈprɪnsluː]; нар. 16 травня 1989, Фандербейлпарк) — намібійська модель.

## Життєпис
Народилася в місті Фандербейлпарку, ПАР, а виросла в Хруатфонтейні, Намібія. Батько — церковний місіонер в Намібії. Вона є близькою подругою канадської моделі Коко Роша, в чиєму блозі часто фігурує. З 2014 року одружена з Адамом Левіном. У вересні 2016 року народила доньку.

## Кар'єра
До кар'єри моделі Прінслу планувала стати морською біологинею. 
Стала моделлю в 15 років. Була помічена у Кейптауні, ПАР. З 2009 року є однією з «янголів» Victoria's Secret .